# 鼎

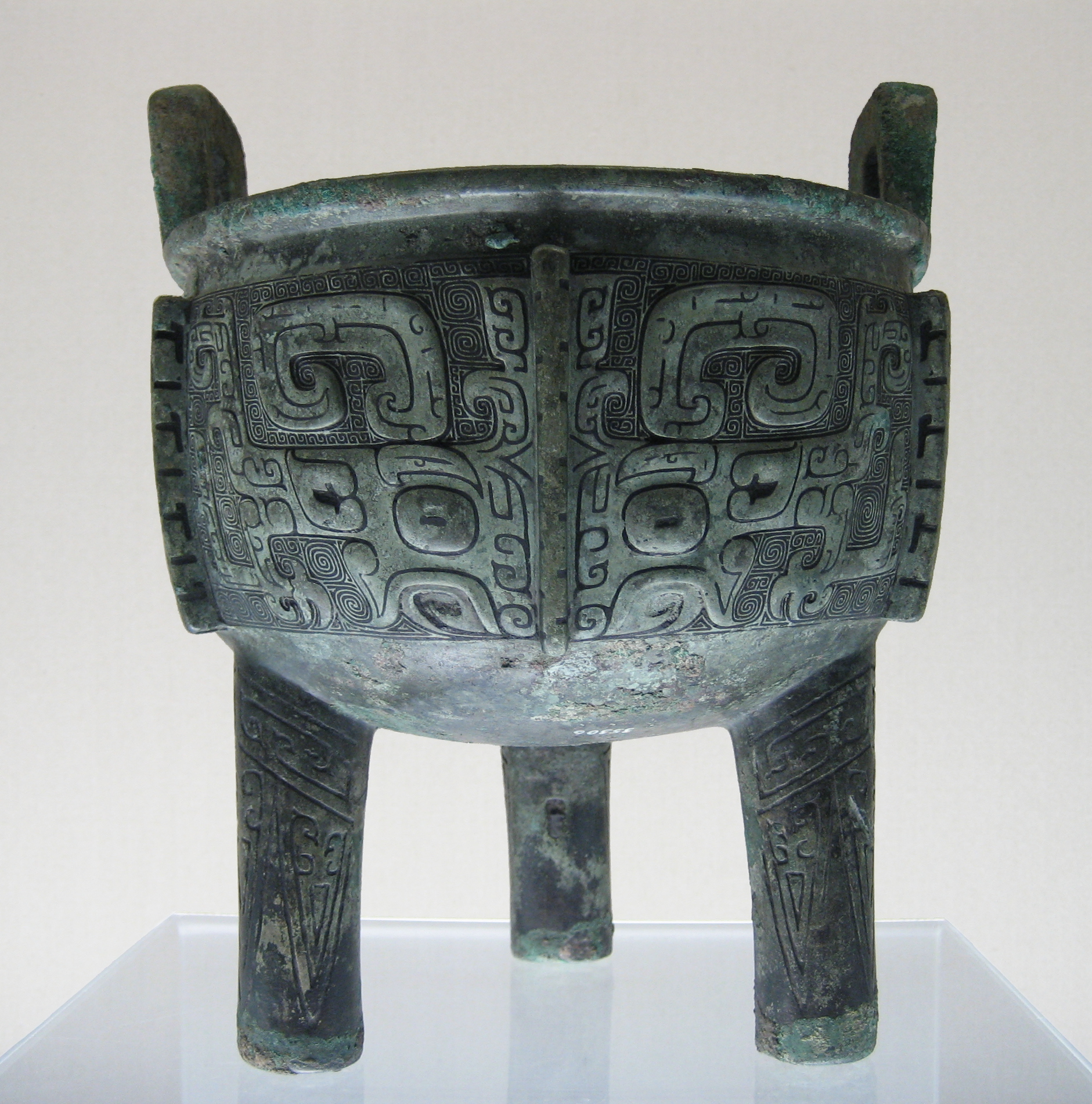
上海博物館所藏劉鼎

鼎，是中国古代的一种煮食器，材质以青铜或陶为主。早在新石器时代，中国先民就开始使用陶鼎，到金石并用时代，青铜鼎开始出现，经过夏商两代的发展，青铜鼎的使用在周代达到鼎盛。青铜鼎是中国青铜器最重要的器形之一，贯穿了整个青铜时代的始终。除了作为食器，也有鼎是被用作承放食物或佐料的盛器，祭祀神明和祖先的礼器，陪葬的明器，甚至还有的被用作刑具。周代之后，随着铁器和灶台的普及，鼎逐渐被其他器形所取代。宋朝以后，随着金石学的兴起，又有一些鼎作为装饰品出现，除仿古的铜鼎，还有一些是金银器、玉器或者瓷器。
作为西周礼乐制度的一部分，列鼎制度规定只有周天子才能使用九个鼎，诸侯用七鼎，卿大夫用五鼎，元士用三鼎，鼎成为等级和权力的象征。相传为夏代铸造的九鼎也成为周天子王权的象征。虽然有些鼎仅有十几厘米高，几千克重，但作为礼器的铜鼎却往往非常巨大，已发现最大的后母戊鼎高133厘米，重达832.84公斤。
鼎由足、腹、耳、盖等部分组成。一般圆鼎为三足，方鼎为四足，但也存在四足的圆鼎。鼎一般无耳或有两耳，根据耳的位置立于腹壁上方，还是附于腹壁侧面，又可分为立耳和附耳。部分鼎还带有鼎盖，鼎盖上一般带有盖钮。鼎腹部一般带有精美的纹饰，足部、耳部和鼎盖也有饰有纹饰的。鼎上常见纹饰有兽面纹、乳钉纹、云雷纹等。

## 名称
“鼎”字早在甲骨文中就已经有出现，呈三足两耳硕腹的形象，为象形字。青铜鼎铭文中自我提及时使用的名称，根据考证，可达一百三十多种，主要可分为单纯自名，标明鼎实、功效、用途或形状，以及方言异称等类别:87-89。
| 类别     | 详述及举例:87-89                                                                                             |
| -------- | --- |
| 单纯自名 | 即“鼎”和加修饰的“宝鼎”、“尊鼎”等                                                                             |
| 标明鼎实 | 如“䵼牛鼎”（曶鼎）、“豕鼎”（函皇父鼎）、“羊鼎”（伯□父鼎）、“羞鼎”、“脔鼎”等                                  |
| 标明功效 | 如“”（尹姑鼎）                                                                                               |
| 标明用途 | 如“䵼”、“䵼彝”、“异鼎”（作册大方鼎）、“祀尊”（小臣缶方鼎）、“媵鼎”（尹叔鼎）、“升鼎”／“”（蔡侯鼎、王子午鼎） |
| 标明形状 | 如“宝方鼎”（史速方鼎）、“釶鼎”／“匜鼎”（楚王酓肯鼎）、“盂鼎”／“⿰鼎盂”                                       |
| 方言异称 | 如“于”、“石它”／“石沱”／“沰”（钟伯侵鼎、邓尹侵鼎）、“鐈”（楚王酓悍鼎）、“繁”（楚子鼎）                       |

## 历史

### 陶鼎

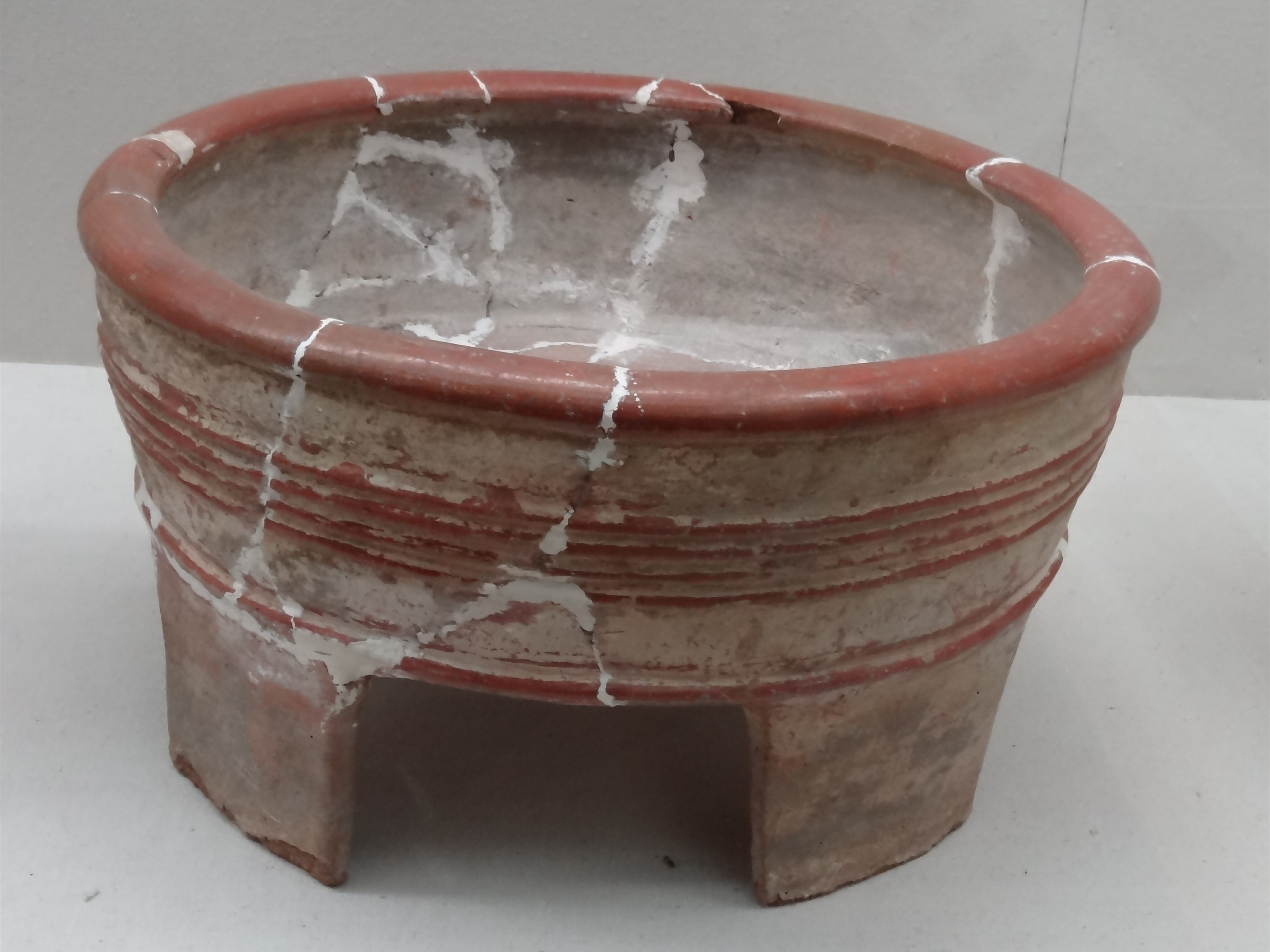
红陶瓦足鼎，仰韶文化晚期，距今5500-4900年，秦安大地湾出土

早在8千年前的新石器时代，随着陶器的出现，陶鼎作为一种重要的器形就随之出现了:4。关于陶鼎的起源，一说源于陶釜，是釜和支脚的活动组合固定化的结果:17；一说是由三足锅、三足釜演变而来。在河南新郑裴李岗遗址、河北武安磁山遗址等多处新石器时代早期遗址都曾有陶鼎的出土。早期陶鼎的材质有红陶、夹砂红陶、灰陶、黑陶、白陶、夹砂灰陶等。陶鼎流行于新石器时代中晚期至夏商时期，是沿袭时间最长、器形变化最多的器物之一。作为一种集烹煮和盛放食物为一体的重要食器，陶鼎的发明和广泛应用，影响了中国先民饮食文化的形成。根据考古发现，陶鼎最早大量出现于黄河下游的山东北辛遗址，北辛文化年代为公元前5300年至前4400年，出土陶器以三足器和圜底器为主，陶器中鼎的数量最多。到大汶口文化时期，有陶鼎发行的遗址基本上遍布山东全境和江苏北部地区，种类有罐形鼎、釜形鼎、壶形鼎、钵形鼎等，个别遗址甚至出现了方鼎。到大汶口文化晚期，陶鼎向西逐步涉及到仰韶文化分布区。到山东龙山文化时期，陶鼎的影响已经遍及整个黄河中下游，开始向上游地区扩展。在龙山文化的墓葬中，常见专门用作冥器的陶鼎。陶鼎在中国南方的两湖地区也有很多分布，其出现和发展大致呈现出从北向南逐渐演进的地域趋势。随着青铜器的出现与发展，在贵族阶层，陶鼎逐渐被青铜鼎取代，而在平民阶层，陶鼎直至东汉时期仍在日常生活中使用。东汉以后，陶鼎从生活中消失，但作为明器，仍被使用了很长一段时期后才彻底退出历史舞台。:4-5

### 青铜鼎

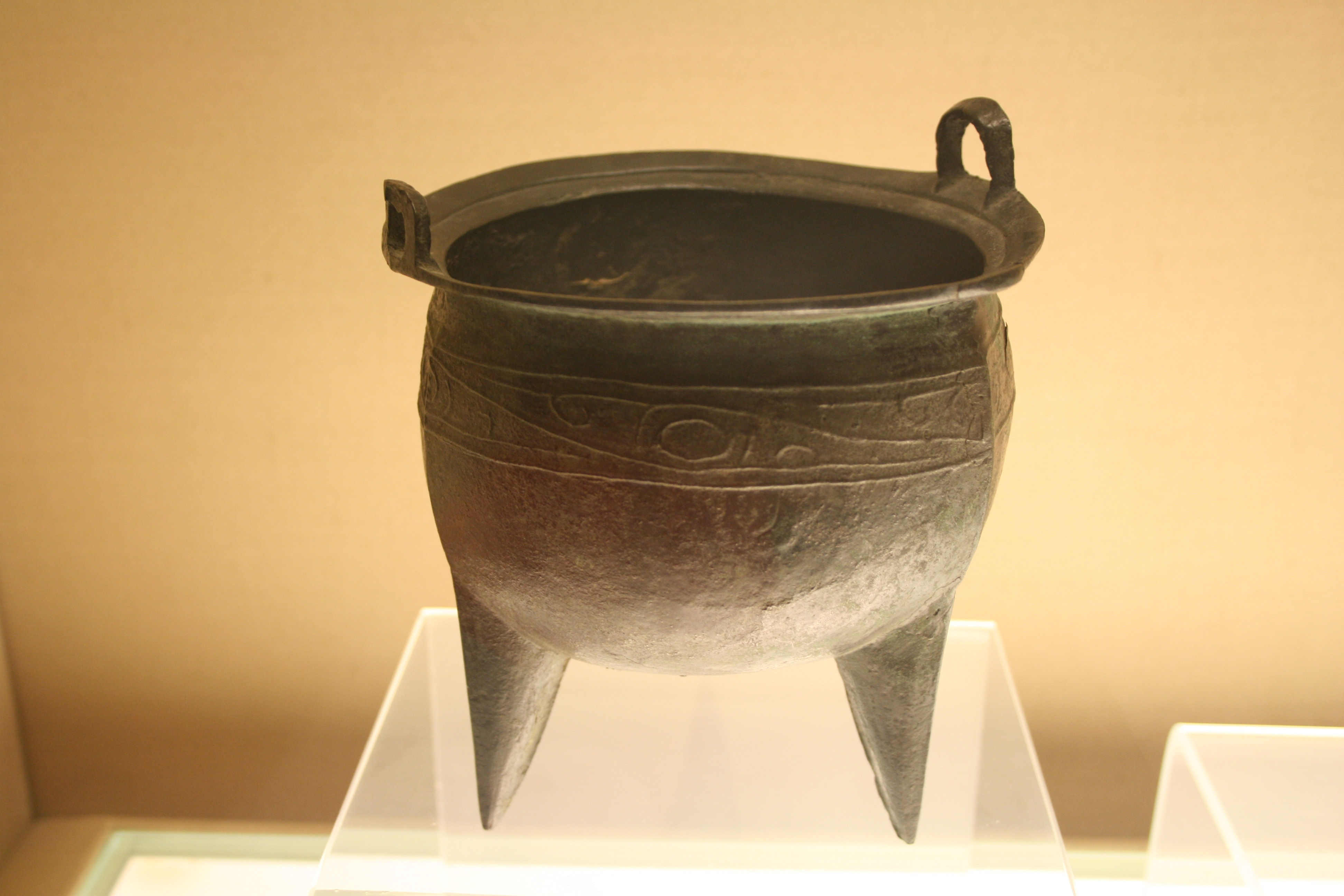
上海博物馆藏夏代青铜鼎

#### 商代以前
相传，早在黄帝时代，就已经有了青铜鼎的存在。《史记·封禅书》中记载“黄帝采首山之铜，铸鼎于荆山治下。”:5但《史记》成书于西汉，有关三皇五帝的论述多是传说，不足采信。仰韶文化庙底沟类型被许顺湛、黄怀信和韩建业等学者认为相当于黄帝文化，虽然庙底沟类型已确有陶鼎，且具有热锻铜器的能力，但应该并不具备铸鼎所需技术水平。又相传，大禹用各地上贡的青铜铸造九鼎，《史记·孝武本纪》中记载“禹收九牧之金，铸九鼎，皆尝鬺烹上帝鬼神。”但考古上，铜鼎被认为最早铸造于夏朝晚期，也就是二里头文化时期，相距庙底沟类型已有1000多年的间隔。1987年河南偃师二里头遗址出土的夏代晚期网格纹鼎，是迄今所见时代最早的铜鼎。

#### 商代

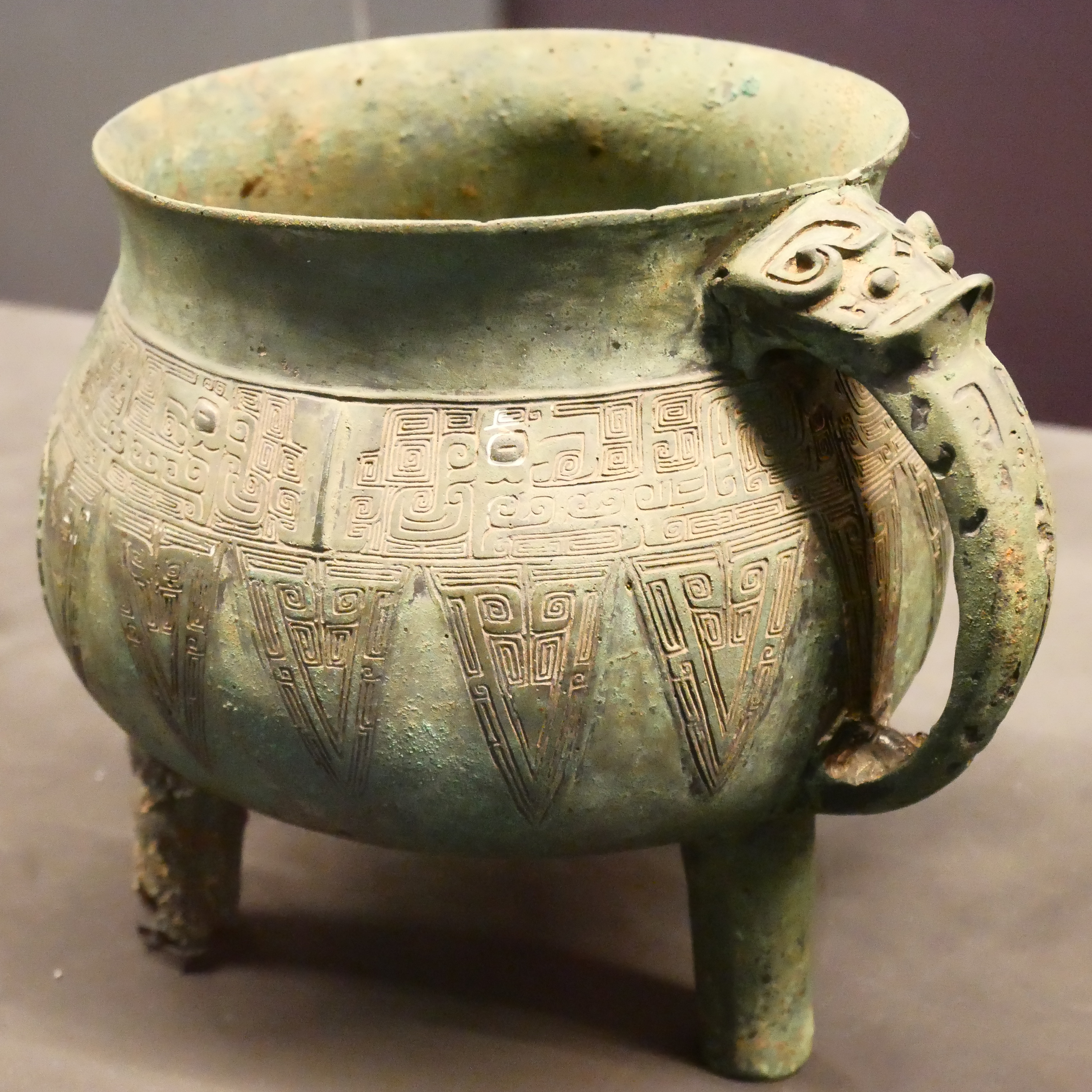
中央研究院歷史語言研究所歷史文物陳列館所藏獸面紋單鋬鼎

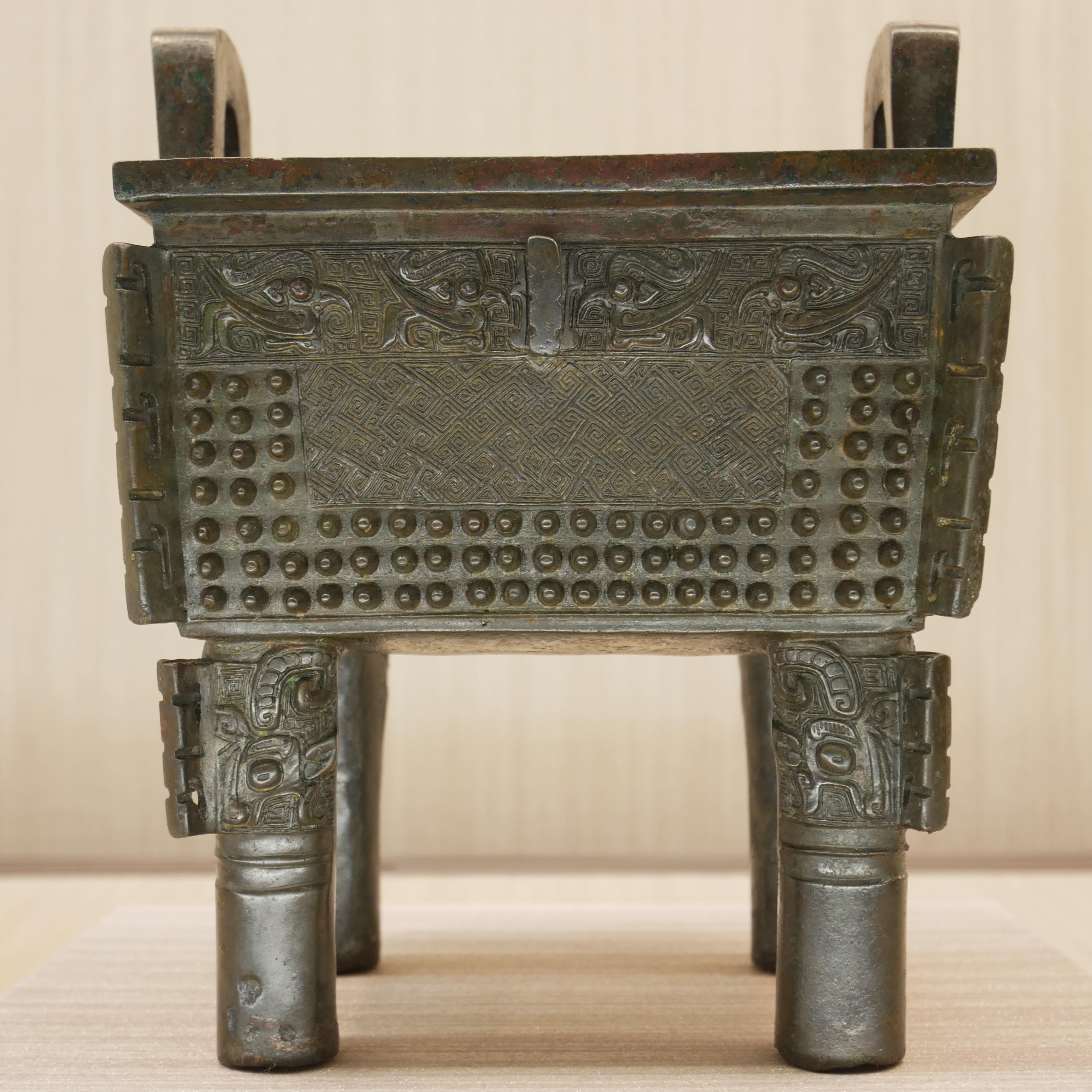
國立故宮博物院所藏亞醜方鼎

在以二里岗文化为代表的商代早期，青铜器体制已经较为完善，仅铜鼎就已有大方鼎、圆鼎和扁足鼎等不同类型。该时期圆鼎的腹腔多圆而深，鼎耳则多为立于口沿上面的小型立耳。商代早期的方鼎体型巨大，为方形深斗形，与后期的长方槽形有很大区别:85。圆鼎的三足两耳中的一足和一耳在同一条垂线上，且除扁足鼎外其他类别的鼎都采用中空的圆锥形款足。为了防止食物漏入锥足的足孔中，制作时会保留足内的内范，这反映了当时青铜铸造不成熟的一面。商代早期铜鼎都饰有纹饰，与夏代铜鼎少有纹饰形成了鲜明对比。纹饰多为兽面纹，也是旧称的饕餮纹。:11商代中期，由于缺乏该时期铜鼎的大量或系统的发现，其发展仍难以全面分析:11。该时期圆鼎在两耳的设置上不再表现为一足和一耳在同一条垂线上，而是两耳与三足对称，两耳与一足或另两足等距离，且成为之后的固定形式，但鼎足仍有与器腹相通的情况:85。与商代中期相比，已出土的商朝晚期铜鼎就丰富的多。殷墟作为商朝晚期都城遗址，出土的青铜器不仅数量多，而且极具代表性。在殷墟中期，铜鼎出土数量渐多，仅妇好墓中就曾出土了一批形制较大的圆鼎和方鼎，而著名的后母戊鼎也是该时期的大型铜鼎之一。商人极为重视对鬼神和祖先的祭祀，这些大型铜鼎就是用于祭祀的礼器。殷墟晚期，铜鼎种类有所增多，鬲鼎（或称分档鼎）盛行。:16总的来说，殷商时期，方鼎大增，鼎腹变浅，两耳增大，呈长方槽形；由于浇筑方法的改进，柱足逐渐取代锥足，并有从短变长的发展趋势；同时也存在扁足的方鼎:85。商代晚期青铜器上的附饰、纹饰种类繁多，以动物和神怪为主题的兽面纹得到了空前的发展。有时一件器物上会同时出现十几种动物纹，通常通体布满纹饰，多分为上中下三层，并以雷纹衬底。鼎耳出现的卧虎伏凤等附饰也是商代晚期的突出特点:86。

#### 周代

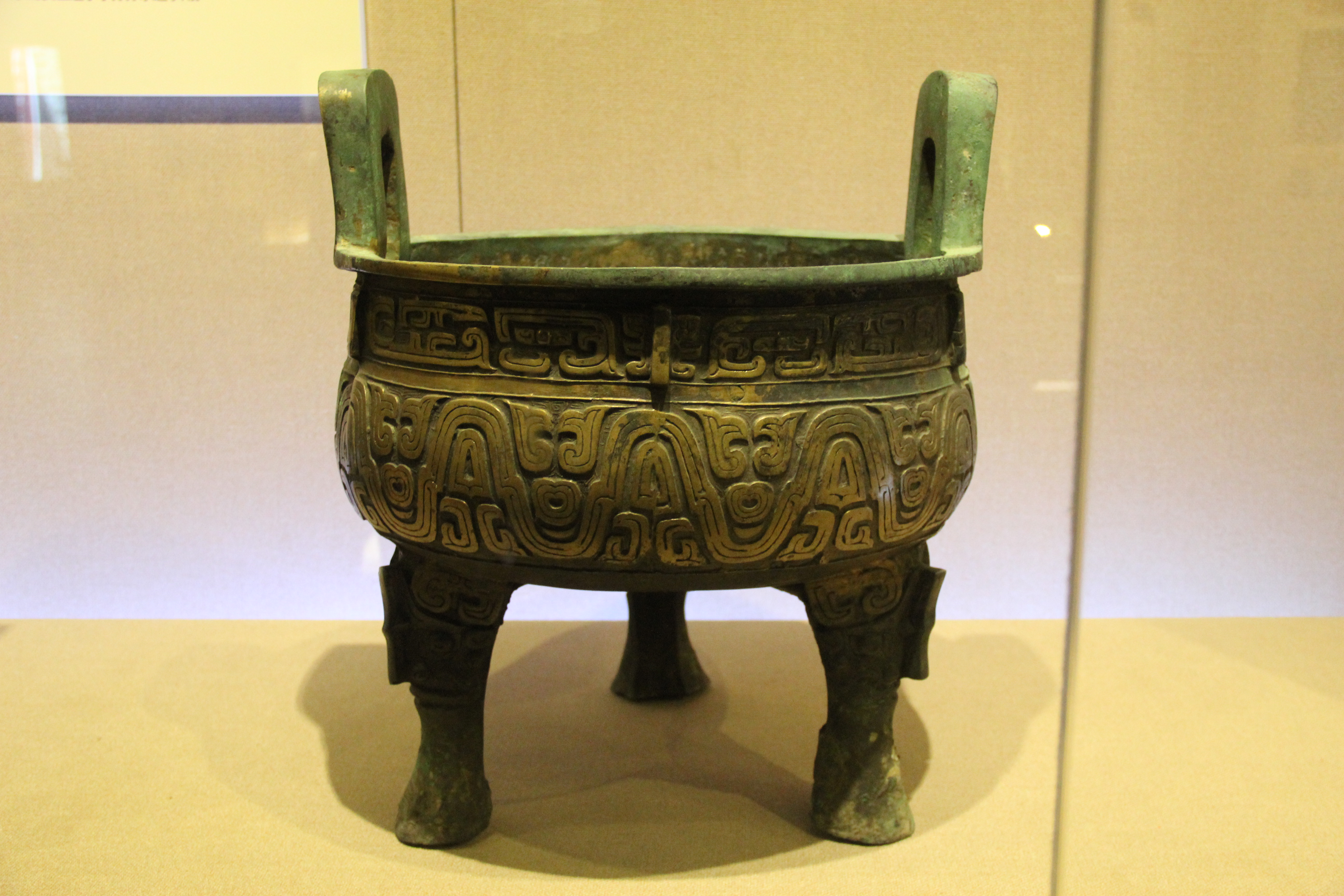
宝鸡青铜器博物院藏西周青铜鼎

西周早期，青铜鼎在周人的政治生活中的作用远不及商代，可能仅被用作食器和财富象征，形制上完全承袭殷代。到周穆王前后，青铜鼎在形态上的出现与商代铜鼎的明显差异，怪兽纹减少，风格逐渐转向“以素为贵”，表明青铜鼎此时已逐渐确定其在礼乐制度中的重要地位。最突出的变化是大量铭文的出现。西周早期鼎主要流行两种器型，一种是腹部庞大耳下垂的兽蹄足或柱足鼎，鼎的剖面呈梯形；另一种是分档鼎，鬲鼎较之晚商更为流行，且分档越来越浅，袋足几乎成为残痕。鼎足则趋于细长，柱足上常以兽面浮雕装饰。方鼎仍为长方槽形，且有盖的方鼎开始出现。纹饰相比晚商，新出现了长垂角兽面纹，凤鸟纹更多也更华丽；蜗体或卷体有触角兽纹是西周早期的特征纹饰。这一时期的铭文有了显著发展，长铭文的数量增多，书史记事的性质有所加强:86。鼎的形制随社会风尚的不同而发生变化，方鼎在西周中期以后逐渐减少，腹部由鼓腹变为半球形，鼎足则先是两端膨起，而后演化为兽蹄形，纹饰也少用兽面纹，抽象的窃曲纹、重环纹和弦文更为流行。与周代礼乐制度相适应，贵族依等级的不同在用鼎制度上有严格的区别，鼎的地位不断提高，有的作器者在鼎上用数百字的铭文来记载其受周王室重赐的种种殊荣。西周中期前段，分裆鼎和扁足鼎逐渐消失。与西周早期的相比，中期的柱足或蹄足垂腹鼎的器体更宽，器腹更浅，鼎底近平，鼎足变矮。盂鼎开始出现，方鼎在中期后段开始消失，变为垂腹圆角，附耳方鼎出现:87。西周晚期，鼎仍是流行的食器器型，装饰简朴实用，趋于定型化。圆鼎除中期的垂腹鼎之外，始见于中期的盂鼎变得盛行，成为西周晚期的特征器型，器腹近似于半球形，有深腹、中等和浅腹三种类型。方鼎在西周晚期已不再出现:87。

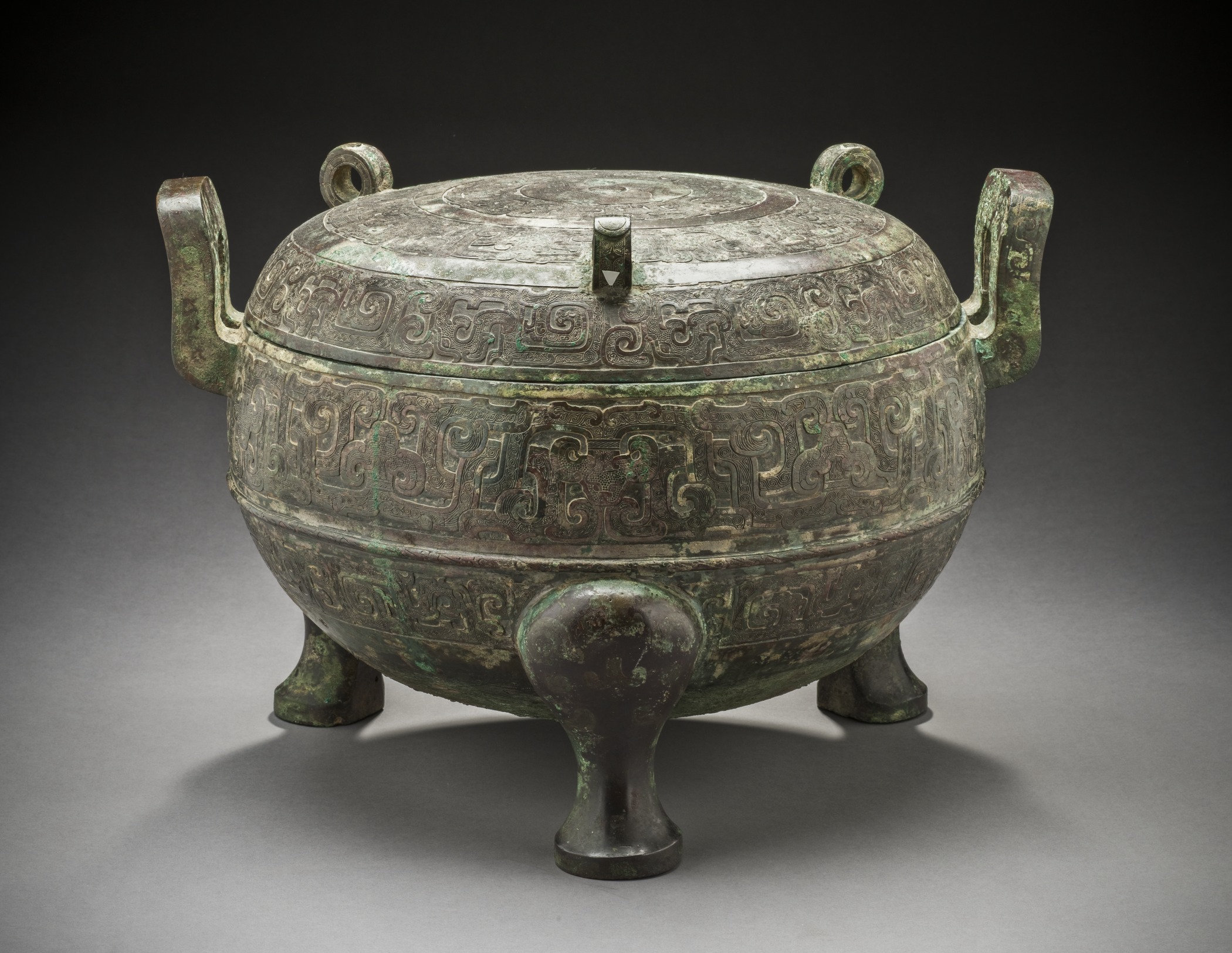
盘龙纹鼎，东周中期，现藏于洛杉矶郡艺术博物馆

东周的青铜鼎造型富于变化，注重实用，出现了鼎盖和环，铭文位置也从之前的鼎腹内壁变到鼎的外表。春秋战国时期，礼乐崩坏，用鼎制度却得到了进一步完善。春秋中期以后，鼎的样式主要有两种：一种是直接用于烹煮牲类的镬鼎，形体很大，深腹、附耳、有盖，便于实用；另一种是用于祭祀礼仪活动的升鼎，以奇数组合，大小相次，设计华美。春秋中期，盂鼎仍非常盛行，除常见样式外，还出现了浅腹平盖的盂鼎。春秋晚期，鼎主要有盂鼎、升鼎和飤鼎，飤鼎用于放置庶羞。春秋晚期的纹饰和附饰种类繁多，风格倾向静丽繁缛，多交缠龙蛇纹，纹饰中大量出现红铜镶嵌技术。铭文多不涉及史料内容:88。鼎作为祭器和礼乐制度物化形态的意义逐渐淡化，而贵族社会越来越流行奢华排场，到战国后期，鼎的制造也就愈来愈回归到它本初升火烹煮牲肉的实用功能。东周时期，各地铜鼎产生了较为明显的区别，秦国鼎主要分春秋型和战国型两大类，春秋型流星于春秋早期至战国中期，相比周鼎变化的趋势有：腹部变浅，外壁变直，圜底变平，三足从腹底变到外侧，足底部逐渐内收，蹄足变瘦高等；战国型流行于战国中期至秦汉之际，为三钮、附耳、鼓腹、圜底矮蹄足的扁球形，与中原铜鼎趋同。青铜器在经历了春秋晚期开始的高峰后，在战国中晚期开始衰退。战国中晚期，青铜鼎的南北风格分化出显著区别，三晋和燕国地区主要流行附耳低矮的扁圆鼎，南方则主要流出高足鼎:89。

#### 秦汉

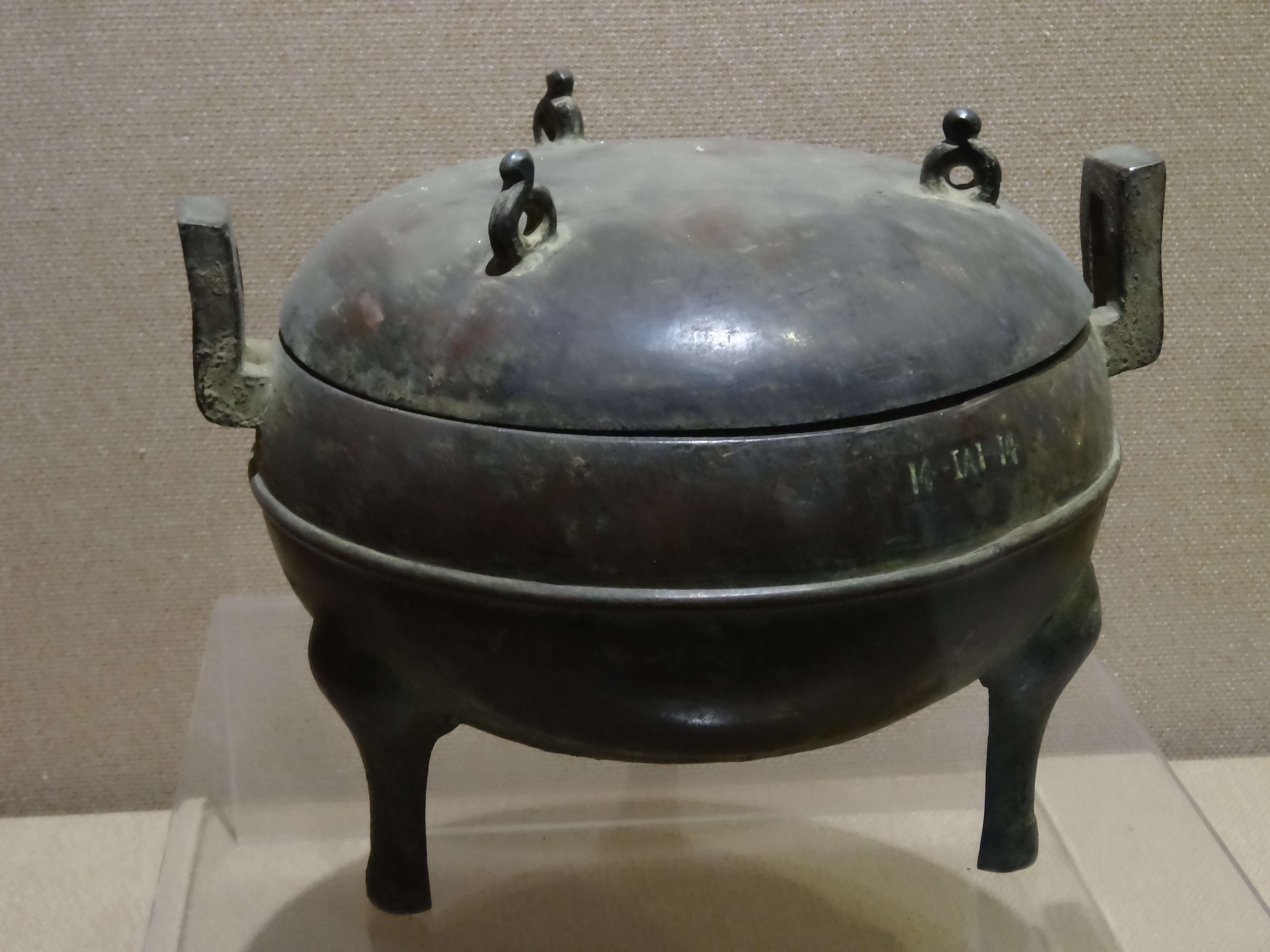
宝鸡青铜器博物院藏汉代弦弧鼎

两汉至魏晋时期，青铜鼎逐渐衰落。截至汉代，簠、簋、敦等在周代非常流行的青铜食器均消失了，而鼎、壶、钫等主要器物仍在使用:102。鼎在汉代时是最常见的由青铜器衍生的陶器器型之一:142。青铜鼎在汉代走向衰落，铜鼎形体较小，且以实用为主，器壁较薄，多为鼓腹、素面，铭文一般刻于鼎外。

## 形制与分类
根据腹部形制的不同，鼎可以区分为盆鼎、罐鼎、鬲鼎、盘鼎、束腰平底鼎、方鼎等类型。按照鼎足部的不同，可分为锥足鼎、柱足鼎、扁足鼎等。鼎耳分为无耳、立耳和附耳等形式:89-112。
| 类别           | 主要特征                                                   | 示例图片                                     | 备注             |
| -------------- | ---------------------------------------------------------- | -------------------------------------------- | ---------------- |
| 盆鼎           | 器身似商代早期的深腹陶盆，圆腹平底或圜底，腹壁圆曲或近平直 | 大盂鼎，周康王二十三年，陕西省岐山县         |                  |
| 罐鼎           | 器身似敛口束颈罐，圜底                                     | 商代，现藏于皇家安大略博物館                 |                  |
| 鬲鼎           | 器腹作袋足形，似鬲，但实足，有双耳                         | 商晚期，出土于宝鸡桑园堡                     | 也被称为“分裆鼎” |
| 盘鼎           | 浅腹，双附耳，无盖，形制似盘                               |                                              |                  |
| 束腰平底鼎     | 大口，双立耳外撇，较浅腹，腹壁有扉棱，粗蹄足               | 王子午鼎（附匕），春秋时期，现藏于河南博物院 |                  |
| 方鼎           | 腹部为方形，四足双耳                                       | 后母戊鼎，商朝后期，现藏于中国国家博物馆     |                  |
| 附：鼎形温食器 | 上部为鼎形，下面有盛炭火的托盘或炉灶                       | 带盘夔足鼎，西周中期，现藏于宝鸡青铜器博物院 |                  |

### 鼎与鬲的区别
鼎的常见器形为三足两耳或四足两耳，而鬲也有三足两耳或四足两耳的，因此两者需求从其他方面进行区分。旧说鼎是实足的，但实际上鼎也有不少空足或半空足的，因此通过是否空足并不能判断一器物属于鼎还是鬲。在青铜器的分类中，一般将腹身与足明显分为两部分的称为鼎，将腹部与足部区分不明显的称为鬲:112。

## 鼎之最
| 项目                   | 文物名称 | 图片 | 简介 | 备注                                 |
| ---------------------- | -------- | ---- | --- | ------------------------------------ |
| 迄今出土最大最重的鼎   | 后母戊鼎 |      | 中国商朝后期（约公元前16世纪至公元前11世纪）王室祭祀用的青铜方鼎。因其腹部著有「后母戊」三字而得名，現藏中國國家博物館。                                                  | 也是迄今出土最大最重的单件青銅器     |
| 已发现的最大的圆鼎     | 楚大鼎   |      | 又称“铸客大鼎”，高113厘米，口径87厘米，重400公斤。1933年出土于寿县朱家集的战国晚期楚幽王墓，现藏于安徽省博物馆                                                            | 2014年12月13日揭幕的国家公祭鼎的原型 |
| 已经发现的最大商代圆鼎 | 子龙鼎   |      | 2006年中国国家博物馆征集，曾流落日本 |                                      |
| 铭文最长的鼎           | 毛公鼎   |      | 西周晚期青铜器，清道光末年出土于陕西岐山（今宝鸡市岐山县），收藏于台北國立故宮博物院。鼎高53.8厘米，口径47.9厘米。鼎内铭文长达500字，记载了毛公衷心向周宣王为国献策之事。 |                                      |

## 列鼎制度

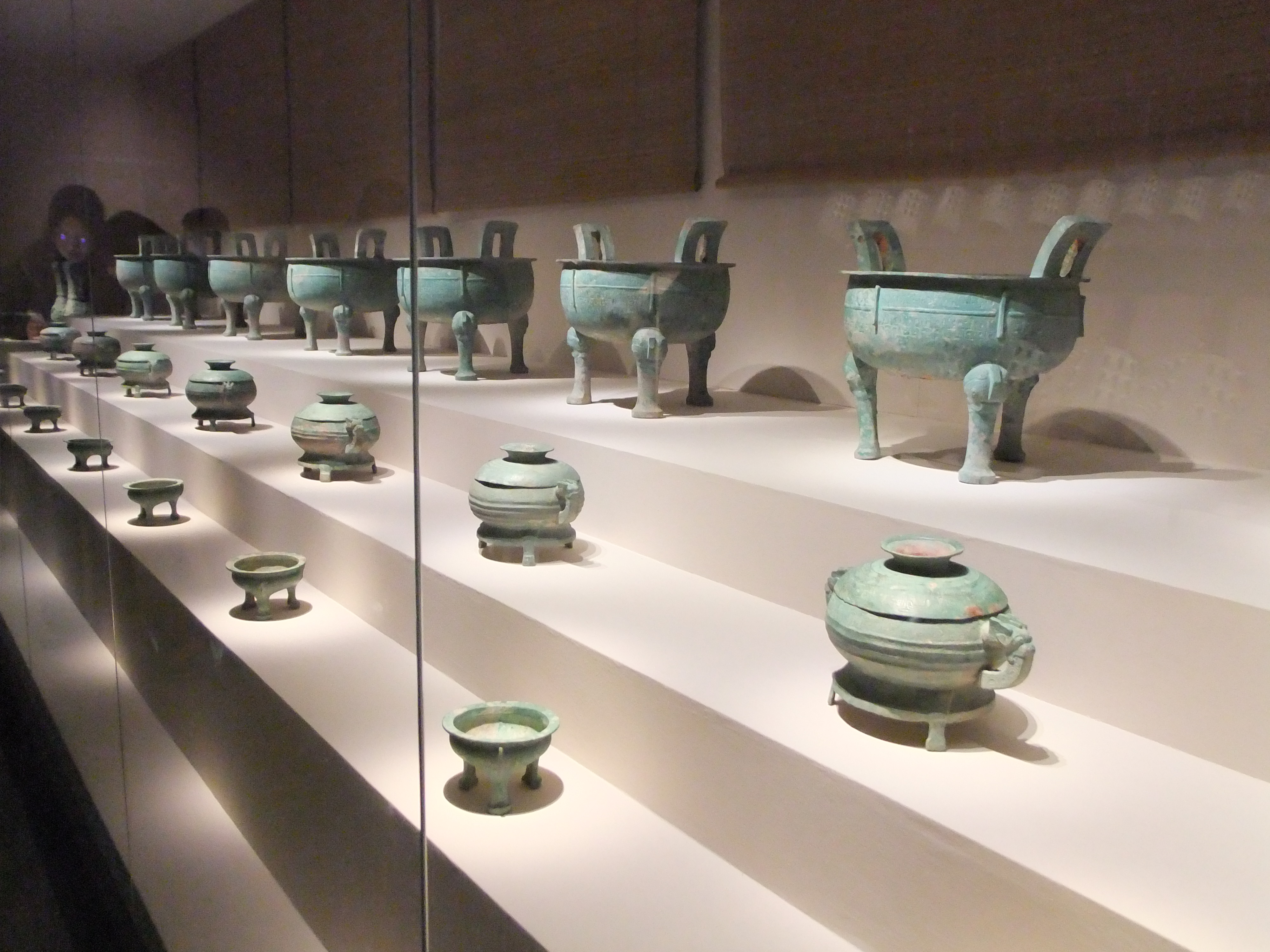
郑国公的九鼎八簋，春秋时期，1996年出土于河南省新郑市郑韩故城。

鼎作为礼器在先秦礼乐制度中有着重要意义，用以“明贵贱，辨等列”的列鼎制度随着国家制度的变迁与社会等级结构的变革而产生、发展直至最终消亡。根据周代墓葬考古发掘中出土的青铜鼎分析，西周早期到西周中期，为列鼎制度的萌芽阶段，同级贵族列鼎多寡不一，尚未形成定制；西周晚期至春秋早期，为正式形成与规范阶段，部分墓葬列鼎数和文献上所记载的“天子九鼎，諸侯七，卿大夫五，元士三”的情况相吻合；春秋中期至春秋晚期，为列鼎制度的普遍僭越阶段，出现了遵守与僭越列鼎制度并存的现象。
“列鼎”最早由考古学家郭宝钧命名，指“形状、花纹相似，只是尺寸大小依次递减”的一组铜鼎，但实际上，学界所用的“列鼎”概念关键在于形制相若，是否大小相次并不用绝对限制。

## 仿古鼎与鼎形香炉

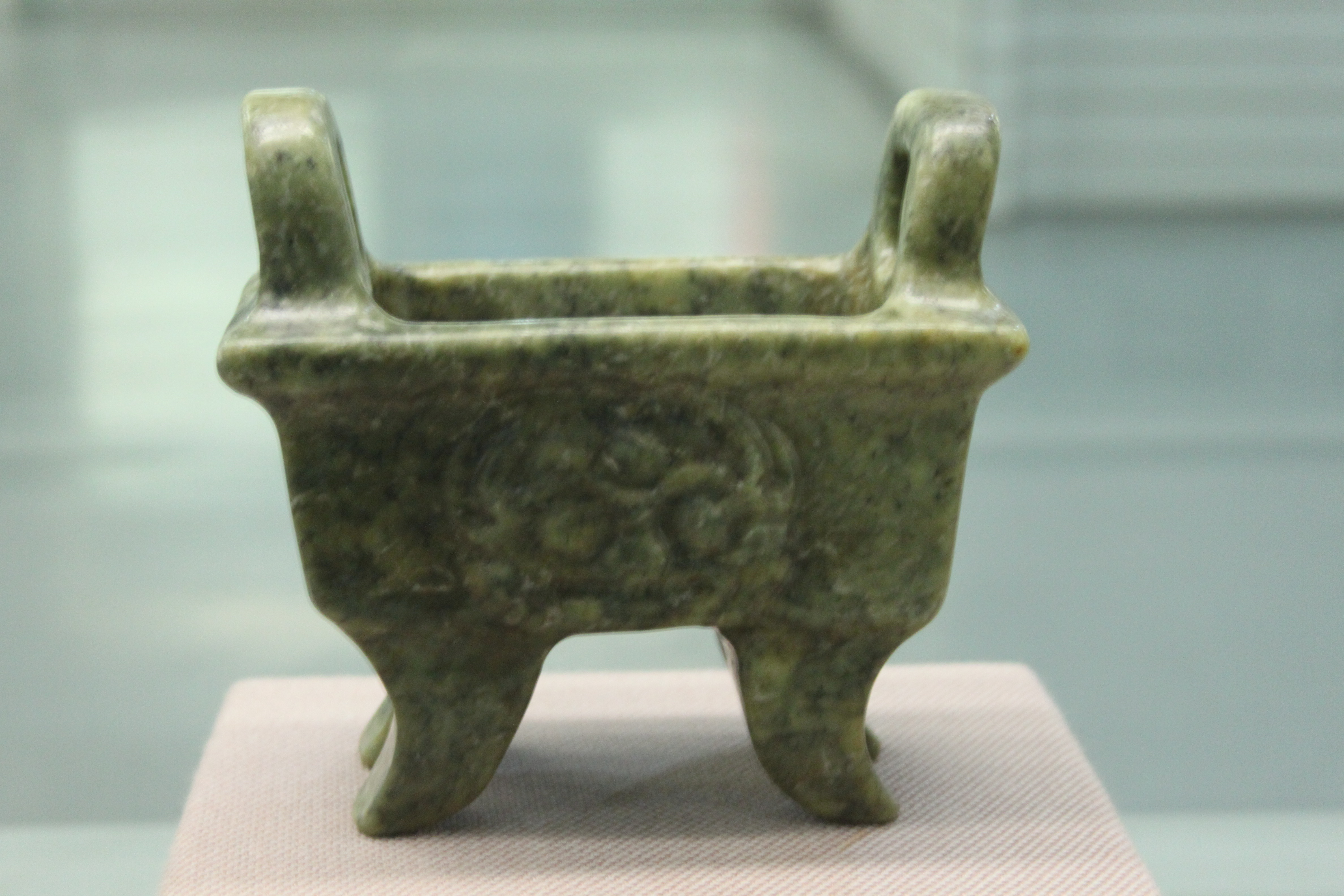
开封博物馆藏明清玉鼎

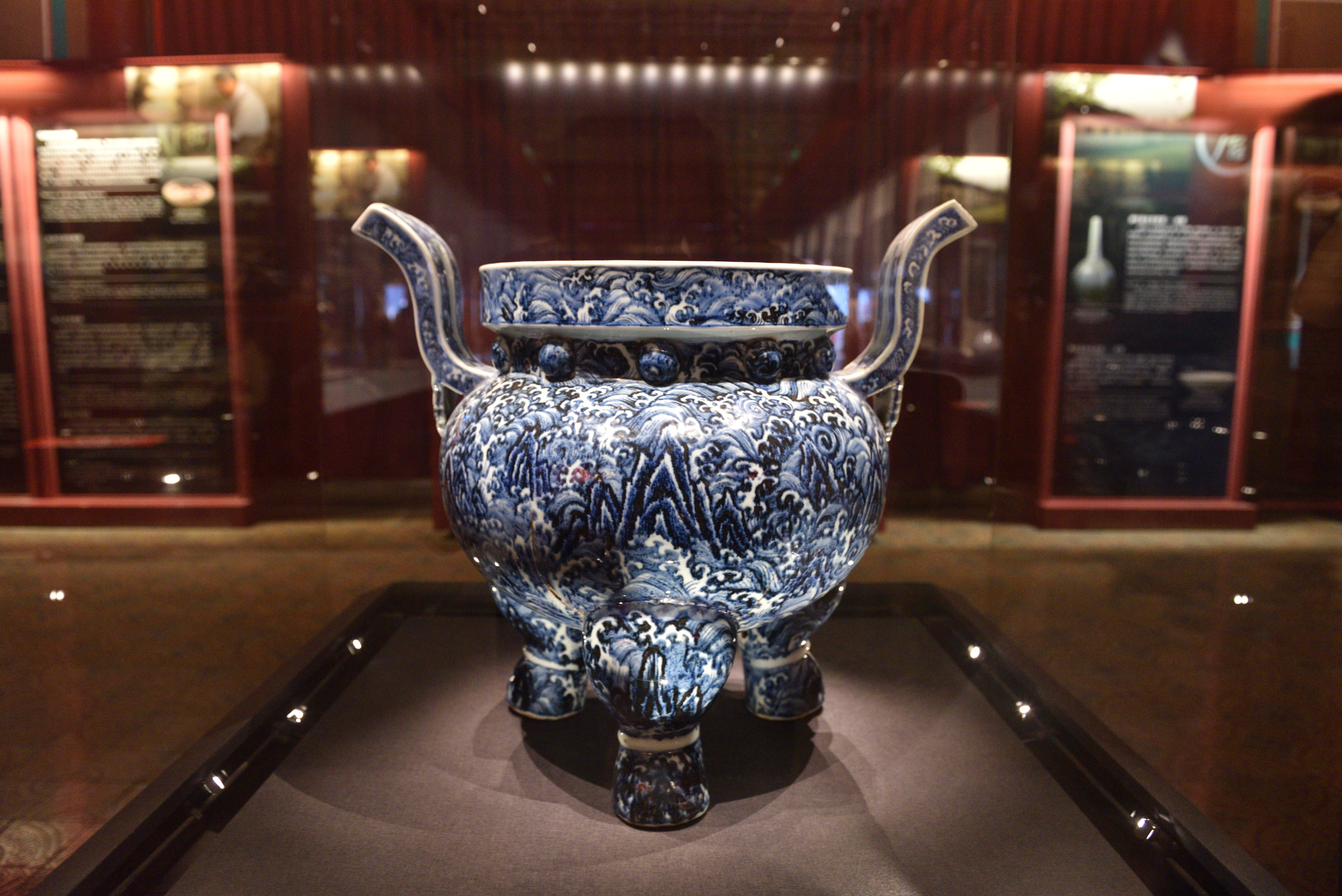
故宫博物院藏青花海水江崖纹香炉

宋朝时，金石学研究兴起，古代青铜鼎等铜器、碑刻上的铭文受到了众多文人的关注，最初更多注重的是书法艺术，后来发展成为史学的一个重要分支。到北宋末年的徽宗朝，古器物的收藏、研究和仿制都极为发达。权臣蔡京曾向徽宗推荐蜀人魏汉津重铸九鼎。宋室南渡之后，金石学渐趋衰歇，但青铜鼎等古器物仍被视为难得的艺术品。宋朝开始，仿古铜器制作开始兴起，文人不仅热衷于通过古器物考证古代的典章制度，而且以好古来增添文房情趣，兴起了使用铜、瓷、玉等材质仿制古代器物的风气。好古的传统到明清时期更是盛极一时，经过明代晚期的第二个高峰期后，到清朝前期摩古工艺达到鼎盛，清宫不仅收藏有大量的商周礼器，而且制作了大量工艺精湛的仿古器。
香炉在中国民间流传非常广泛，其中有一类的形状与先秦的铜鼎或铜鬲十分相像，如1999年5月在安徽省淮北市柳孜运河遗址出土了一件唐三彩三足炉，1970年于内蒙古呼和浩特市白塔村出土一件元代钧窑天青釉鼎式香炉。

## 其他
鼎曾被用作酷刑烹刑的刑具，据文献记载，因烹刑而死的有商末的伯邑考，西周的齊哀公，战国齐威王时期的一个阿城大夫，齐湣王时的名医文挚，楚汉争霸时的郦食其、周苛等。
閩語区多將包括鍋、炒鍋在內的所有鍋具都稱為「鼎」，例如在閩南語中稱為「tiann」，閩東語中稱為「diāng」。中国西南地区的一些地方，则将一种呈圆锥形的生铁材质炊具称为“鼎罐”。

## 画廊

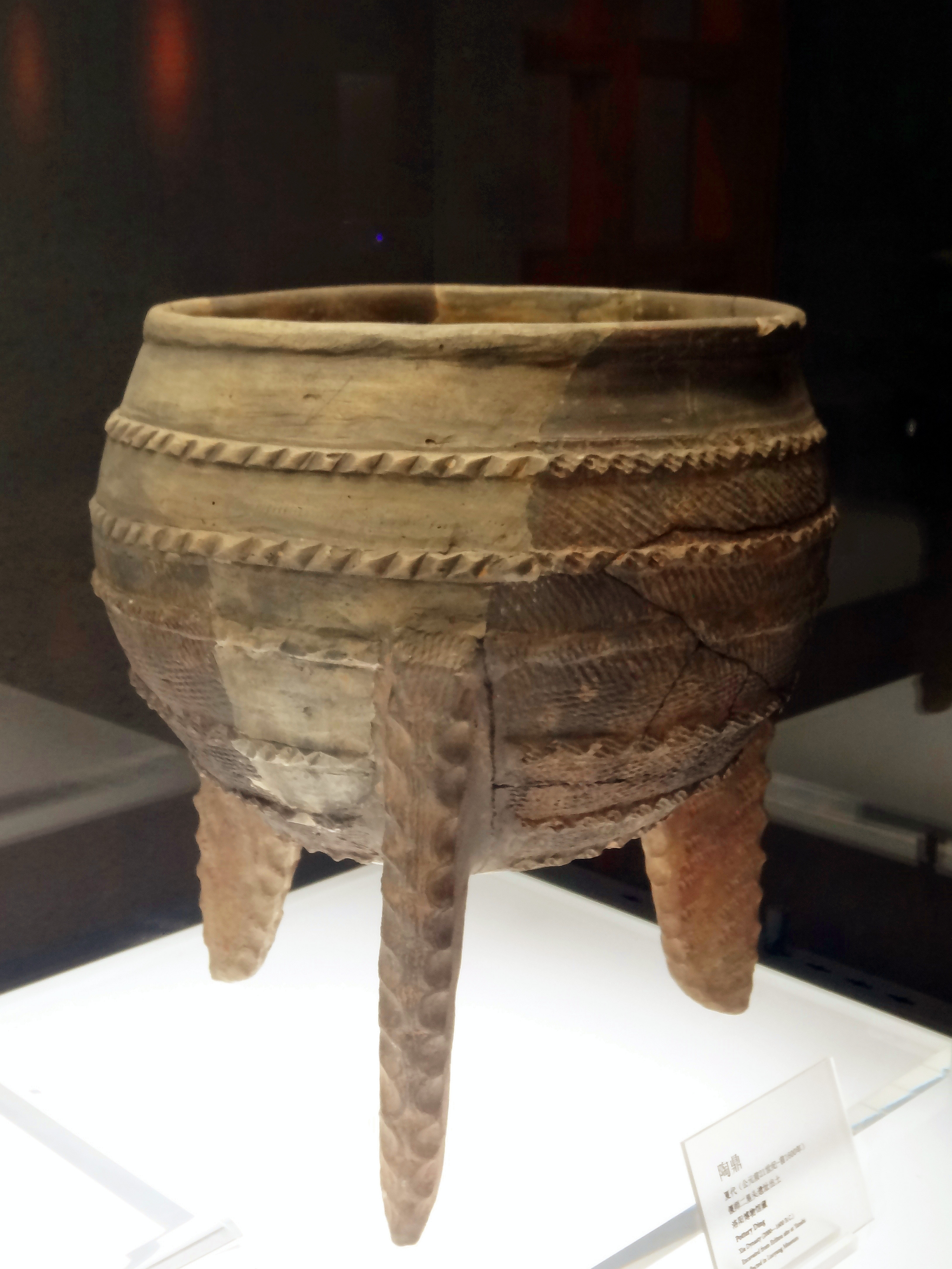
河南偃师出土的新石器时代的陶鼎
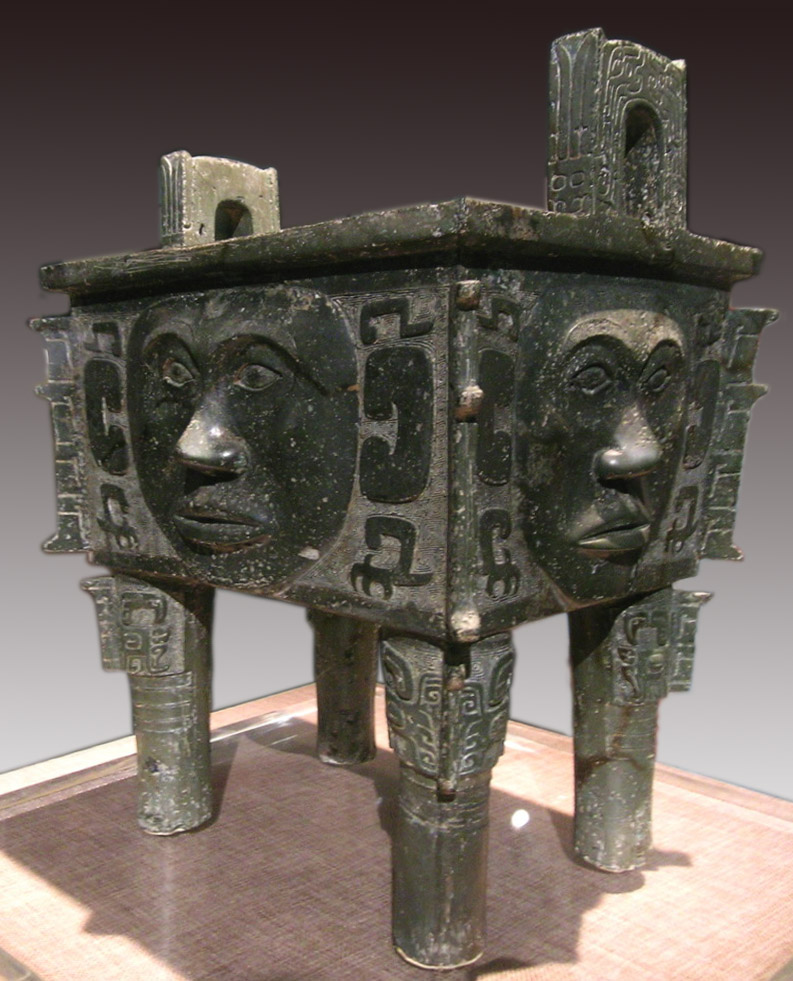
大禾方鼎，商代晚期，1959年在湖南省宁乡市出土
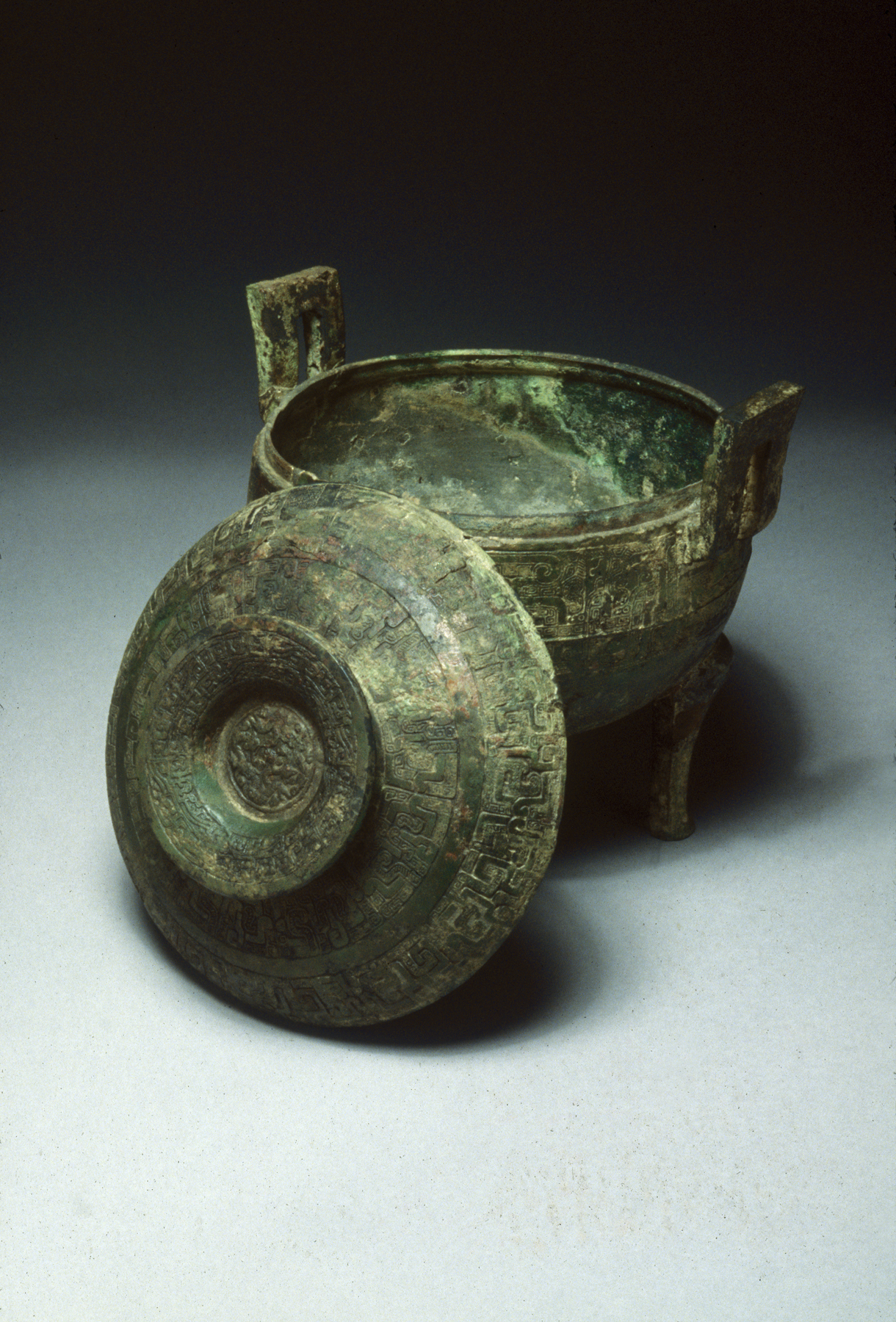
带有鼎盖的鼎
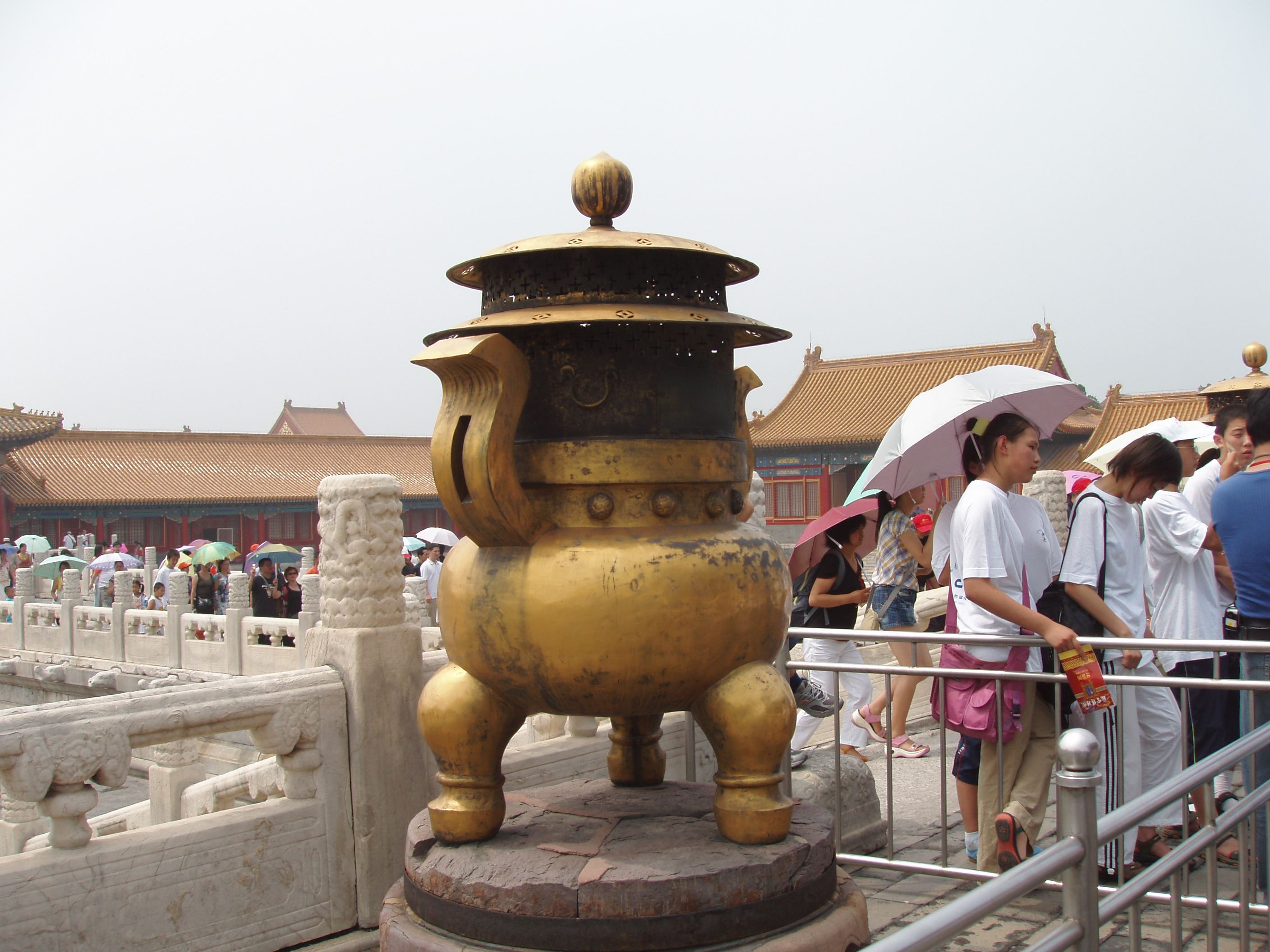
北京故宫内的一个鼎形香炉